# Estação Río Piedras
A Estação Río Piedras é uma das estações do Trem Urbano de San Juan, situada em San Juan, entre a Estação Universidad e a Estação Cupey. É administrada pela Alternate Concepts Inc..
Foi inaugurada em 17 de dezembro de 2004. Localiza-se no cruzamento da Rodovia 25 com o Beco Borinquen. Atende o bairro de Pueblo.
A estação recebeu esse nome por estar situada no distrito de Río Piedras. O distrito era uma municipalidade até 1951, quando foi incorporado ao município de San Juan por motivos administrativos.